# Polina Kuděrmetovová
Polina Kuděrmetovová (rusky Полина Эдуардовна Кудерметова, Polina Eduardovna Kuděrmetova, * 4. června 2003 Moskva) je ruská profesionální tenistka. V rámci okruhu ITF získala devět titulů ve dvouhře a dva ve čtyřhře.
Na žebříčku WTA byla ve dvouhře nejvýše klasifikována v dubnu 2025 na 54. místě a ve čtyřhře v červenci téhož roku na 256. místě. Trénuje ji Ravšan Sultanov.

## Soukromý život
Narodila se roku 2003 v ruské metropoli Moskvě do rodiny původem kazaňského ledního hokejisty Eduarda Kuděrmetova, vítěze ruské superligy z let 1998 a 2007. Má o šest let starší sestru, také profesionální tenistku Veroniku Kuděrmetovovou.

## Tenisová kariéra
V rámci okruhu ITF debutovala v srpnu 2018 dvěma navazujícími turnaji v Kazani, dotovanými 15 tisíci dolary. Na druhém z nich podlehla ve čtvrtfinále krajance Darje Mišinové z osmé světové stovky a připsala si tak první body do žebříčku WTA.

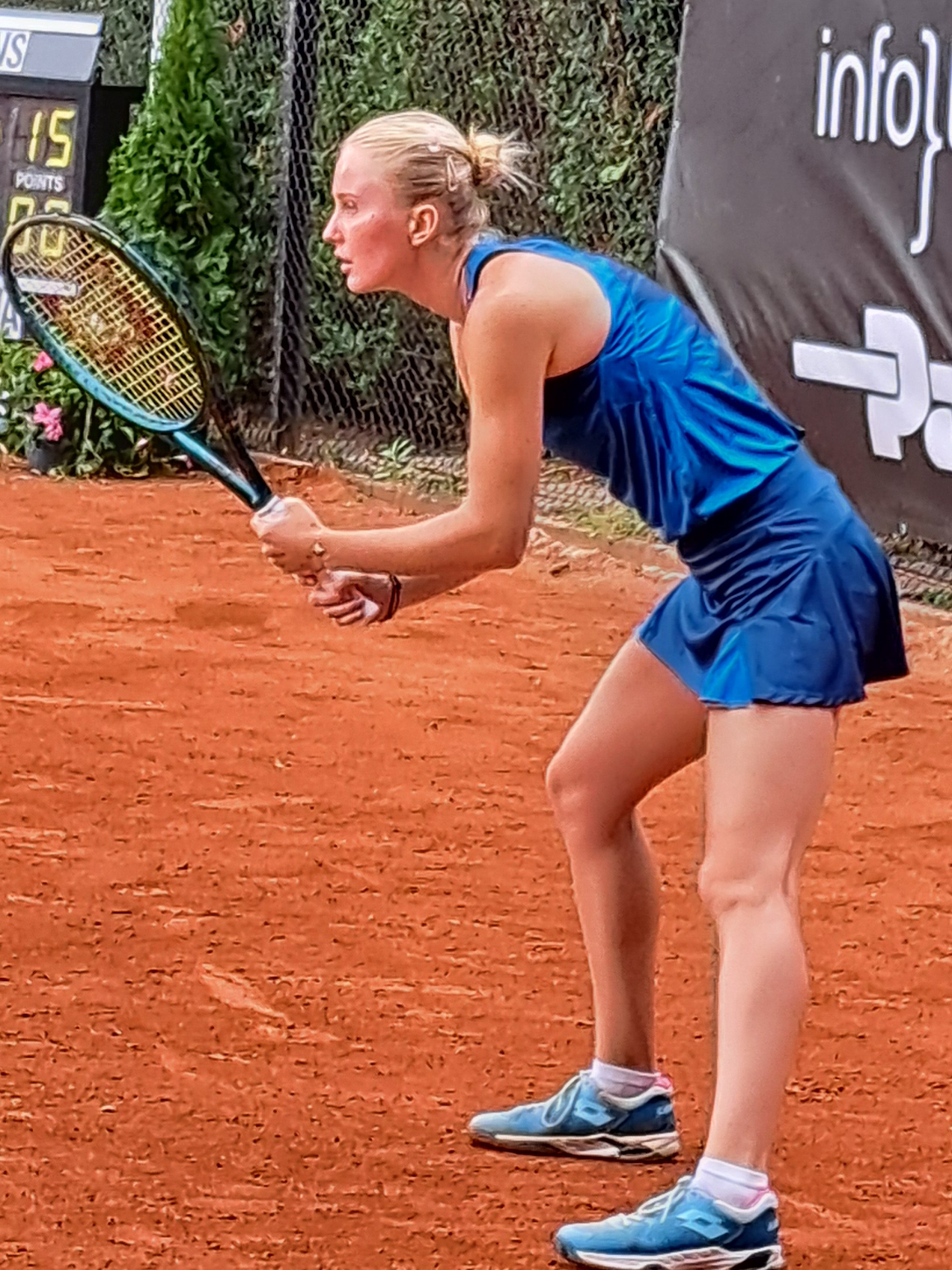
Na 40tisícovém turnaji ITF v Oldenzaalu si v létě 2024 zahrála finále dvouhry a vyhrála čtyřhru

Do kvalifikace okruhu WTA Tour zasáhla poprvé na moskevském Kremlin Cupu 2019 díky divoké kartě. Přes Selechmetěvovou prošla do její závěrečné fáze, v níž nestačila na Varvaru Gračovovou. Hlavní soutěž túry WTA si tak premiérově zahrála v 19 letech na grandslamovém Australian Open 2023 po zvládnuté tříkolové kvalifikaci. V ní postupně zdolala Gasanovovou, Boulterovou a Muhammadovou. V úvodním kole melbournské dvouhry však nenašla recept na Australanku Olivii Gadeckou.
První zápas na okruhu WTA vyhrála na travnatém Libéma Open 2023 v 's-Hertogenboschi, kde vyřadila Číňanku Jüan Jüe z počátku druhé stovky. Její cestu soutěží pak ukončila světová patnáctka Ljudmila Samsonovová. Časnou porážku od třetí ženy klasifikace Jeleny Rybakinové utržila na navazujícím bett1open 2023 v Berlíně. Během letní antukové sezóny skončila v prvních kolech Nordea Open, Hungarian Grand Prix  i Hamburg European Open 2023. Do prvního čtvrtfinále na okruhu se probojovala na soulském Korea Open 2023. V úvodní fázi vyřadila padesátou třetí ženu klasifikace Alycii Parksové. Po ztrátě úvodní sady dovolila Američance získat jediný game. Po výhře nad Lichtenštejnkou von Deichmannovou jí mezi poslední osmičkou vystavila stopku Belgičanka Yanina Wickmayerová.

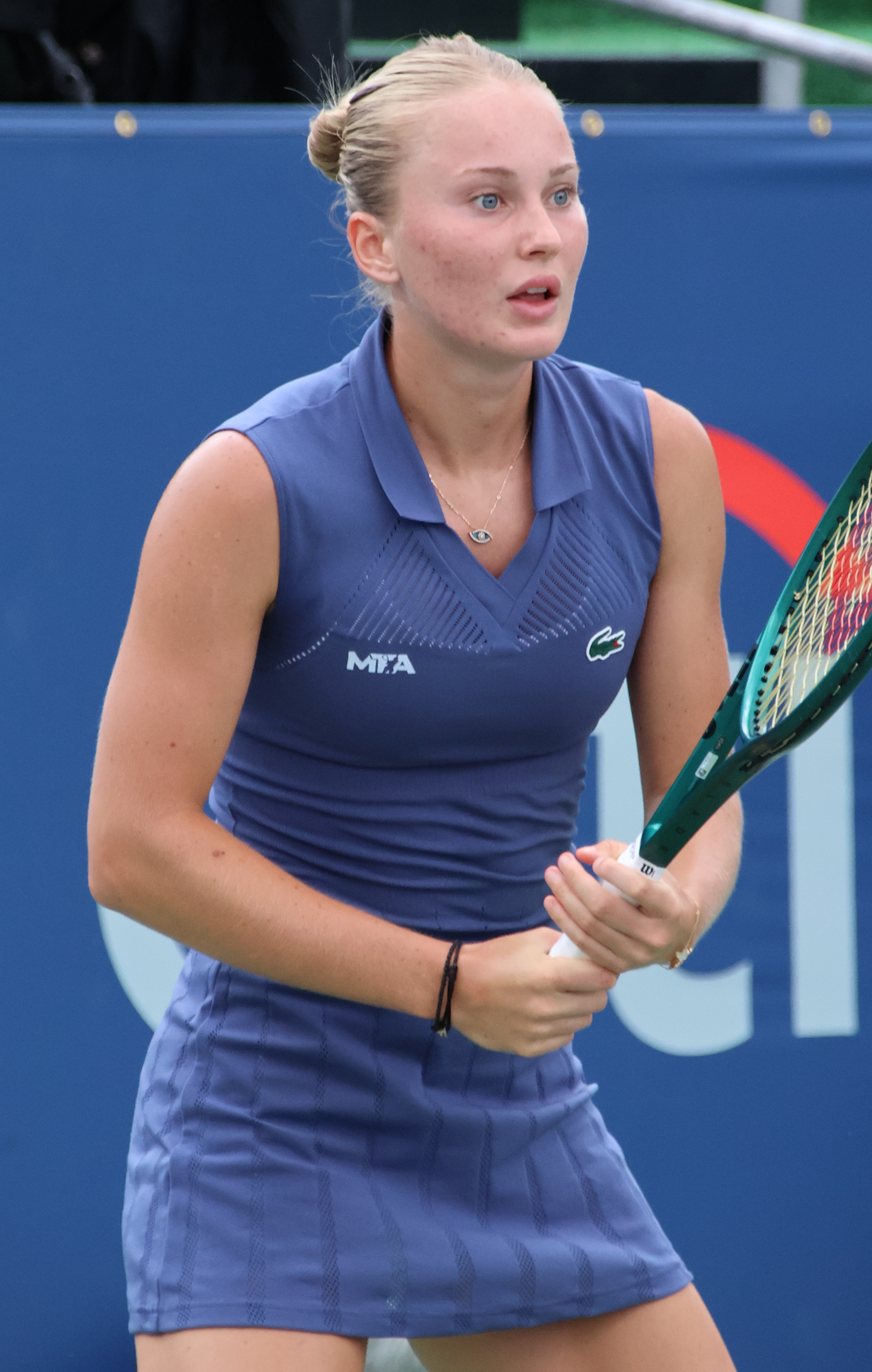
V kvalifikaci Washington Open 2025

V sezóně 2024 zopakovala čtvrtfinálovou účast na Korea Open 2024, a to z pozice šťastné poražené kvalifikantky. Vzhledem k tomu, že byl soulský turnaj povýšen do kategorie WTA 500, vyhrála v této úrovni první zápasy nad Priscillou Honovou a Jekatěrinou Alexandrovovou. Proti druhé z nich získala debutové vítězství nad členkou Top 50. Do semifinále ji však nepustila pozdější šampionka Beatriz Haddad Maiová. Do semifinálové fáze okruhu WTA tak poprvé postoupila o měsíc později, na říjnovém Mérida Open Akron 2024. V yucatánské Méridě ji nezastavily druhá nasazená Nadia Podoroská, Varvara Lepčenková ani Nina Stojanovićová. V třísetovém klání však recept nenašla na Američanku Ann Liovou z počátku druhé stovky.
Do prvního kariérního finále na okruhu WTA postoupila jako kvalifikantka na lednovém Brisbane International 2025 v úrovni WTA 500. Na její raketě postupně dohrály Číňanka Wang Sin-jü, světová sedmadvacítka Ljudmila Samsonovová, devátá v pořadí Darja Kasatkinová, Američanka Ashlyn Kruegerová a Ukrajinka Anhelina Kalininová. Proti prvním třem soupeřkám zaznamenala druhou, třetí a čtvrtou výhru s hráčkami z Top 50, v duelu s Kasatkinovou první kariérní vítězství nad členkou ze světové desítky, a s Kalininovou triumfovala pošesté v řadě nad tenistkami z Top 100. Ve finále podlehla světové jedničce Aryně Sabalenkové, přestože získala úvodní set. Bodový zisk ji po skončení poprvé katapultoval do první světové stovky, když se posunula o padesát míst na 57. příčku žebříčku. Ve světové klasifikaci tak poprvé přeskočila starší sestru Veroniku Kuděrmetovovou figurující v osmé desítce.

## Finále na okruhu WTA Tour

### Dvouhra: 1 (0–1)
| Legenda            |
| ------------------ |
| Grand Slam (0)     |
| Turnaj mistryň (0) |
| WTA 1000 (0)       |
| WTA 500 (0–1 D)    |
| WTA 250 (0)        |

| Stav       | č. | datum         | turnaj              | kategorie | povrch | soupeřka ve finále | výsledek      |
| ---------- | -- | ------------- | ------------------- | --------- | ------ | ------------------ | ------------- |
| Finalistka | 1. | 5. ledna 2025 | Brisbane, Austrálie | WTA 500   | tvrdý  | Aryna Sabalenková  | 6–4, 3–6, 2–6 |

## Finále série WTA 125

### Čtyřhra: 1 (0–1)
| Legenda       |
| ------------- |
| WTA 125 (0–1) |

| Stav       | č. | datum      | turnaj          | povrch | spoluhráčka       | soupeřky ve finále                | výsledek |
| ---------- | -- | ---------- | --------------- | ------ | ----------------- | --------------------------------- | -------- |
| Finalistka | 1. | říjen 2024 | Tampico, Mexiko | tvrdý  | Alina Kornějevová | Carmen Corleyová Rebecca Marinová | 3–6, 3–6 |

## Tituly na okruhu ITF
| Kategorie okruhu ITF | Kategorie okruhu ITF |
| -------------------- | -------------------- |
| Turnaje W100         | Turnaje W80          |
| Turnaje W75/W60      | Turnaje W50/W40      |
| Turnaje W35/W25      | Turnaje W15/W10      |

### Dvouhra (9 titulů)
| Č. | datum         | turnaj             | kategorie | povrch    | poražená finalistka    | výsledek      |
| -- | ------------- | ------------------ | --------- | --------- | ---------------------- | ------------- |
| 1. | prosinec 2019 | Antalya, Turecko   | W15       | tvrdý     | Georgia Crăciunová     | 6–4, 3–6, 6–3 |
| 2. | únor 2021     | Antalya, Turecko   | W15       | antuka    | Marta Custicová        | 6–2, 1–6, 6–3 |
| 3. | listopad 2021 | Kazaň, Rusko       | W15       | tvrdý (h) | Nigina Abduraimovová   | 7–5, 3–6, 6–4 |
| 4. | leden 2022    | Kazaň, Rusko       | W15       | tvrdý (h) | Anastasija Kovalevová  | 6–0, 6–4      |
| 5. | červen 2022   | Ra'anana, Izrael   | W25       | tvrdý     | Marija Timofejevová    | 4–6, 6–4, 7–5 |
| 6. | říjen 2022    | Istanbul, Turecko  | W25       | tvrdý (h) | Tatiana Prozorovová    | 6–3, 6–1      |
| 7. | listopad 2022 | Jeruzalém, Izrael  | W25       | tvrdý     | Jekatěrina Reyngoldová | 6–1, 6–1      |
| 8. | březen 2023   | Astana, Kazachstán | W40       | tvrdý (h) | Darja Astachovová      | 6–2, 6–3      |
| 9. | únor 2024     | Indaur, Indie      | W50       | tvrdý     | Dalila Jakupovićová    | 3–6, 6–2, 6–0 |

### Čtyřhra (2 tituly)
| Č. | datum       | turnaj                 | kategorie | povrch    | spoluhráčka            | poražené finalistky                  | výsledek         |
| -- | ----------- | ---------------------- | --------- | --------- | ---------------------- | ------------------------------------ | ---------------- |
| 1. | březen 2023 | Nur-Sultan, Kazachstán | W60       | tvrdý (h) | Anastasija Tichonovová | Čang Su-džong Han Na-re              | 2–6, 6–3, [10–7] |
| 2. | srpen 2024  | Oldenzaal, Nizozemsko  | W50       | antuka    | Jekatěrina Makarovová  | Freya Christieová Yuliana Lizarazová | 6–4, 1–6, [10–7] |